# Riese Pio X
Riese (em vêneto:  Rieze), oficialmente Riese Pio X, é um município no nordeste da Itália localizado na Província de Treviso, na região do Vêneto. O nome da comunidade, assim como o de Sotto il Monte Giovanni XXIII, comemora seu cidadão mais famoso, Giuseppe Melchiore Sarto, que mais tarde se tornou Papa Pio X, que pontificou entre 1903 e 1914.

## Demografia
| Variação demográfica do município entre 1861 e 2011                               |
|                                                                                   |
| Fonte: Istituto Nazionale di Statistica (ISTAT) - Elaboração gráfica da Wikipedia |